# ماوکینگا گورنا
ماوکینگا گورنا (به لاتین: Małkinia Górna) یک روستا در لهستان است که در گمینا ماوکینگا گورنا واقع شده است. ماوکینگا گورنا ۵٬۲۰۰ نفر جمعیت دارد.